# Miguel López de Legazpi
Miguel López de Legazpi (Zumarraga, Guipúscoa, ca. 1503 - Manila, Filipines, 20 d'agost de 1572), conegut com «l'Adelantado» i «el Vell», va ser un conqueridor espanyol, administrador colonial de les Illes Filipines i fundador de la ciutat de Manila.

## Joventut
López de Legazpi va néixer a Zumarraga, Guipúscoa, pels voltants de 1503 en el si d'una família de la petita noblesa guipuscoana amb el títol d'hidalgo. Fou el segon fill de Juan Martínez López de Legazpi i Elvira de Gurruchategui. La seva casa familiar, anomenada Jauregi Haundi (el Gran Palau en eusquera), però més coneguda com a Miguel López de Legazpi dorretxea es conserva a Zumarraga.
El seu pare va lluitar a Itàlia i Navarra amb les tropes de la Corona de Castella. Miguel va estudiar per ser lletrat, cosa que li va servir per ocupar el càrrec de regidor a l'Ajuntament de Zumarraga el 1526, i l'any següent el d'escriba a l'Alcaldia Major d'Areria (Guipúscoa), que va ocupar a la mort del seu pare i en què va ser confirmat pel rei el 12 d'abril de 1527.

## Viatge a Mèxic
El 1545 es va traslladar a Mèxic, on es va estar durant 20 anys. Va ocupar diversos càrrecs en l'administració de la colònia de Nova Espanya, va ser escriba major el 1551 i Alcalde Major de la ciutat de Mèxic el 1559, 38 anys després de la seva conquesta. Abans havia treballat a la Casa de la Moneda en posicions d'alt càrrec.
Es va casar amb Isabel Garcés, germana del bisbe de Tlaxcala Juan Garcés, i d'aquesta unió van néixer nou fills (quatre homes i cinc dones). En 36 anys d'estada a Nova Espanya, entre 1528 i 1564, va reunir una important fortuna. La casa de Legazpi a la capital asteca va ser una de les principals i a ella hi anaven molts nouvinguts que buscaven fortuna a les noves terres recentment descobertes i disposades a ser conquerides.

## Expedició a les Filipines

### Preparació de l'expedició
Les expedicions anteriors no havien aconseguit fer la ruta de tornada pel Gran Golf, que era com s'anomenava aleshores al Pacífic fins a Mèxic. Felip II va determinar que calia explorar la ruta des de Mèxic a les illes Moluques i va encarregar l'expedició de dues naus a Luis de Velasco, segon Virrei de Nova Espanya, i al frare agustí Andrés de Urdaneta, que era familiar de López de Legazpi, que ja havia viatjat per aquells mars.
Les Filipines, que havien estat descobertes durant la primera volta al món feta per Fernando de Magallanes i Juan Sebastián Elcano, queien dins de la demarcació portuguesa segons el Tractat de Tordesillas de 1494, però tot i així Felip II volia rescatar els supervivents de l'expedició anterior de Ruy López de Villalobos (1542-1544), que va ser qui va batejar l'arxipèlag amb el nom de Filipines en honor del llavors príncep Felip i posteriorment rei Felip II.
Velasco va fer els preparatius el 1564 i López de Legazpi, ja vidu, va ser posat al comandament de l'esmentada expedició a proposta d'Urdaneta, sent nomenat pel Rei «Almirall, General i Governador de totes les terres que conquistés», tot i que no era mariner. L'expedició la componien cinc embarcacions i Urdaneta participava en ella com a pilot. Legazpi va vendre tots els béns, a excepció de la casa de Mèxic, per poder fer front a una expedició que va patir nombrosos retards degut a l'atracció creixent que la Florida va començar a exercir entre els colons mexicans. Va enrolar a l'expedició al seu net Felipe de Salcedo, així com a Martín de Goiti en qualitat de capità d'artilleria.
L'1 de setembre de 1564 el president i oïdors de la Reial Audiència de Mèxic van donar a Legazpi el document on s'especifiquen les instruccions i ordres que portava l'expedició. L'extens document, que ocupava més de 24 pàgines, detallava tot un codi de normes de control, comportament i organització, així com la recomanació de donar bon tracte als naturals, que arribava a l'extrem d'indicar com s'havien de repartir les racions i evitar que existissin boques inútils.
Amb les cinc naus i uns 350 homes l'expedició que encapçalava López de Legazpi va partir de Barra de Navidad, Jalisco, el 21 de novembre de 1564 després que el 19 de novembre fossin beneïts la bandera i els estendards.

### La travessa del Pacífic
L'expedició va travessar el Pacífic en 93 dies, tot passant per l'arxipèlag de les Mariannes. El 22 de gener van desembarcar a l'illa de Guam, coneguda com a illa dels Lladres, que identifiquen pel tipus de velam de les seves embarcacions i canoes que veuen. Allà Legazpi ordenà comportar-se i no maltractar els indígenes ni malmetre els conreus sota penes de càstig. Compraren aliments als nadius i van prendre possessió de l'illa per la Corona espanyola.

### De Guam a les Filipines
El 5 de febrer salparen rumb cap a les anomenades Illes de Ponent, les Filipines. El 15 de febrer toquen terra a l'illa de Samar, on l'Alferes Major, Andrés de Ibarra, va prendre possessió de la mateixa previ acord amb el cap local. El 20 del mateix mes es fan de nou a la mar i arriben a Leyte, on Legazpi aixeca l'acta de rigor de presa de possessió, tot i que amb l'hostilitat dels seus habitants. El 5 de març arriben al port de Carvallán.

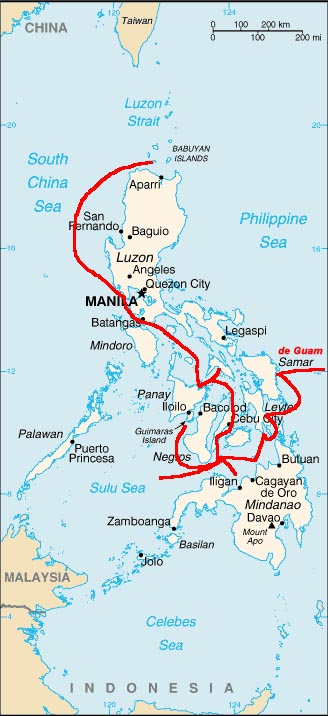
Itinerari seguit per l'expedició de Miguel López de Legazpi per l'arxipèlag filipí.

L'escassetat d'aliments va impulsar la recerca de noves bases, per la qual cosa van anar estenent els dominis espanyols sobre les diferents illes, arribant a dominar gran part de l'arxipèlag, a excepció de Mindanao i les illes de Sulú. Aquesta expansió es va realitzar amb relativa facilitat, en estar els diferents pobles que ocupaven les illes enfrontats els uns amb els altres. També ajudà el fet que Legazpi establís relacions amistoses amb alguns d'ells, com per exemple amb els nadius de Bohol mitjançant la signatura d'un «pacte de sang» amb el cap Sikatuna. Els abusos que en el passat havien comès els navegants portuguesos en alguns punts de l'arxipèlag van motivar que alguns pobles oposessin a Legazpi una forta resistència.
En una reunió decidiren establir un campament per passar l'hivern a l'illa de Cebu, que estava molt habitada i tenia molta provisió d'aliments, a la qual arriben de nou el 27 d'abril.
Les seves ànsies de pau van topar amb els recels del governador local, el Rajah Tupas, fill del cap que anys abans havia liquidat a 30 homes de l'expedició de Magallanes en un banquet trampa. Legazpi va intentar negociar un acord de pau, però Tupas va enviar a una força de 2.500 homes contra les naus espanyoles. Després de la batalla, Legazpi va tornar a intentar acordar seu establiment pacífic, sent novament rebutjat.
Les tropes espanyoles van desembarcar en tres barques comandades per Goiti i Juan de la Isla, mentre els vaixells disparaven els seus canons contra el poblat, destruint algunes cases i fent fugir als habitants. Els espanyols, que tenien una necessitat imperiosa per abastir-se, van registrar la població sense trobar res que els pogués ser d'utilitat.
Durant el registre un bermeà va trobar en una barraca la imatge del Nen Jesús, que anomenarien Invención del Niño Jesús i que en l'actualitat es troba a l'església que els agustins van construir a Cebú, que devia procedir d'alguna expedició anterior. Legazpi manà iniciar els treballs del fort, que començaren amb el traçat del mateix el 8 de maig. Davant aquests fets el rei Tupas, acompanyat per Tamuñán, es va presentar a Legazpi a bord de La Capitana per acordar la pau. Posteriorment van realitzar el jurament de sang i es fundaren allà els primers assentaments espanyols: la Villa del Santísimo Nombre de Jesús i la Villa de San Miguel, actualment coneguda com a Cebu i que es convertiria en la capital de les Filipines i base de la seva conquesta.
Legazpi envia el seu net Felipe de Salcedo de tornada a Mèxic i porta de cosmògraf a Urdaneta, que va informar del descobriment de la ruta de navegació pel nord del Pacífic cap a l'est i es va oposar a la seva conquesta en caure dins els dominis assignats als portuguesos. Aquests van enviar una esquadra per tal de conquerir la recentment fundada Villa de San Miguel, però va ser rebutjada en dues ocasions, el 1568 i 1569.
Com a resposta a l'expulsió espanyola de les Moluques Felip II va decidir mantenir el control sobre les Filipines. Per això va nomenar Legazpi governador i capità general de les Filipines i va enviar tropes de reforç.
A Cebú Legazpi va haver d'afrontar un aixecament d'alguns dels gentilhomes, que acabaren derrotats i passats per la forca.
El 1566 arriba el galió San Gerónimo des de Mèxic, amb la qual cosa queda definitivament confirmada la ruta. El 1567 2.100 espanyols, soldats mexicans i treballadors van arribar a Cebú per ordres del rei. Allà funden una ciutat i construeixen el port de Fortalesa de San Pedro, que es va convertir en un punt avançat pel comerç amb Mèxic i la protecció contra revoltes natives hostils i els atacs portuguesos, que van ser definitivament rebutjats. Les noves possessions foren organitzades amb el nom d'illes Filipines.
Legazpi va destacar com a administrador dels nous dominis, on va introduir l'encomienda, de la mateixa manera com es feia a Amèrica, i va activar el comerç amb els països veïns, especialment amb la Xina, per a la qual cosa va aprofitar-se de la colònia de comerciants xinesos establerts a Luzon des d'abans de la seva arribada. La qüestió religiosa va quedar en mans dels Agustins dirigits per fra Andrés de Urdaneta.
La conquesta continuà per les illes restants: Panay, on va establir la seva nova base, Masbate, Mindoro i, finalment, Luzon, on va trobar la gran resistència dels tagals.

### Fundació de Manila
La prosperitat de l'assentament de Maynilad va atreure l'atenció de Legazpi una vegada va tenir notícies de la seva existència el 1568. Per a la seva conquesta va enviar dos dels seus homes, Martín de Goiti i Juan de Salcedo, en expedició al comandament d'uns 300 soldats. Maynilad era un enclavament musulmà, al nord de l'illa de Luzon, que es dedicava al comerç.
Salcedo i Goiti van arribar a la badia de Manila el 8 de maig de 1570, després d'haver lliurat diverses batalles pel nord de l'illa contra pirates xinesos. Els espanyols quedaren sorpresos per la grandària del port i foren rebuts amistosament, acampant durant un cert temps a les proximitats de l'enclavament. Al cap de poc temps es van desencadenar incidents entre els nadius i els espanyols i es van produir dues batalles, sent finalment derrotats els nadius en la segona d'elles, de manera que el control de la zona va passar a mans espanyoles després dels corresponents protocols i cerimònies de pau que van durar tres dies. El Rajah Matanda va lliurar Maynilad a López de Legazpi.
Legazpi va arribar a un acord amb els governants locals per tal de fundar una ciutat que tindria dos alcaldes, 12 regidors i un secretari. La ciutat seria doble, una d'intramurs, espanyola, i una altra d'extramurs, indígena.
Amb la conquesta de Maynilad es va completar el control sobre l'illa de Luzon, a la qual Legazpi va anomenar Nou regne de Castella. Reconeixent el valor estratègic i comercial de l'enclavament, el 24 de juny de 1571 Legazpi fundava la Sempre Lleial i Distingida Ciutat d'Espanya a l'Orient de Manila i la va convertir en seu del govern de l'arxipèlag i els dominis espanyols a l'Extrem Orient.
L'edificació de la ciutat, dividida en una zona intramurs i una d'extramurs, va ser deguda a la reial ordre que Felip II va emetre des del Monestir de l'Escorial el 3 de juliol de 1573. S'hi planificava la zona d'intramurs a l'estil espanyol de l'època, amb caràcter defensiu segons plànols de Juan de Herrera, arquitecte de l'Escorial, i deixant extramurs per a les aldees indígenes que més tard donarien lloc a nous pobles i acabarien, amb el temps, integrant l'urbs de Manila.

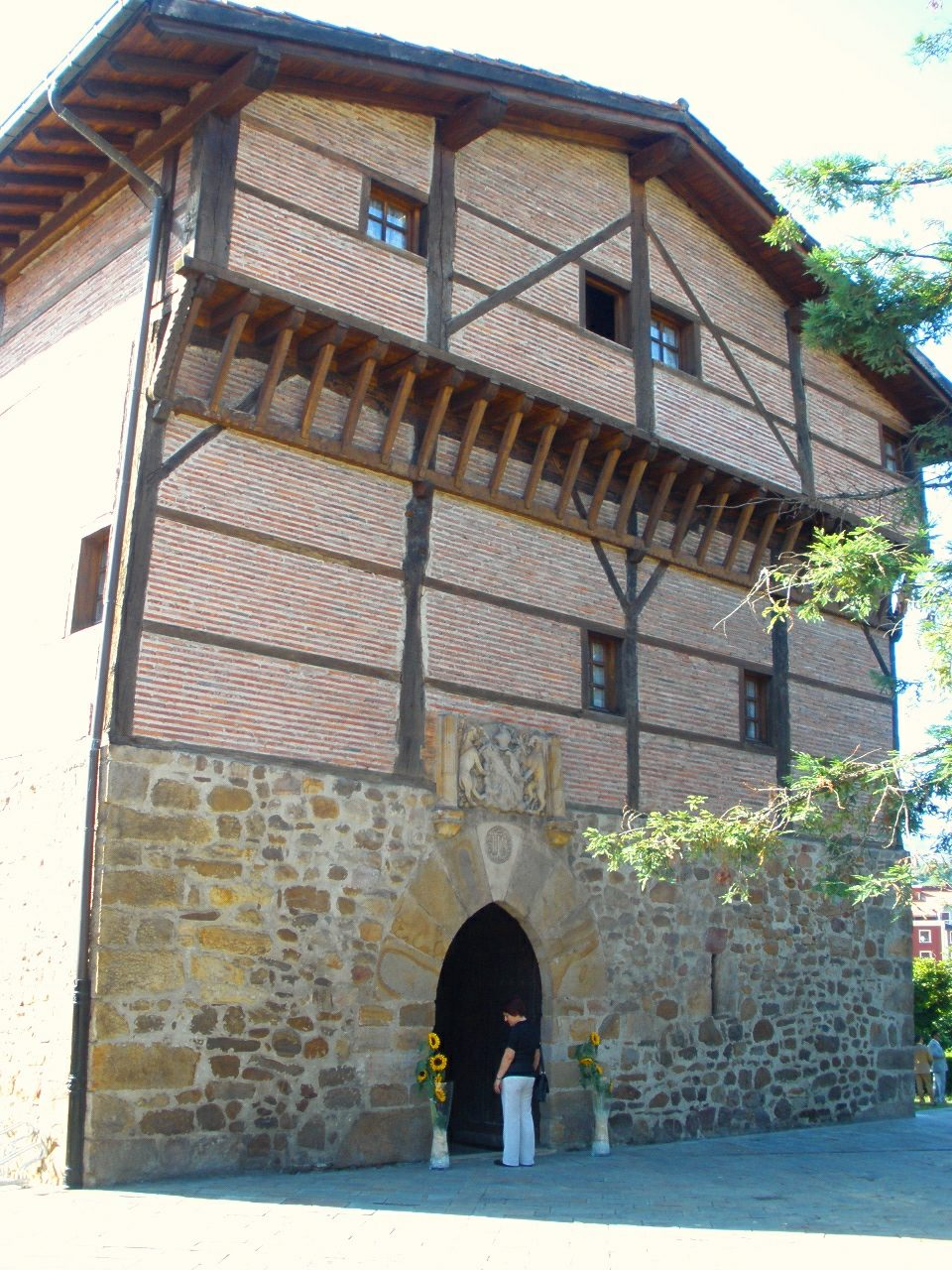
Casa familiar de Legazpi a Zumarraga.

Quatre anys després de la seva fundació Manila va patir un atac del pirata xinès Lima-Hong. El governador Guido de Lavezares i el mestre de camp Juan de Salcedo, al comandament de 500 espanyols, van expulsar a la flota mercenària xinès-japonesa.

## Mort de Legazpi
Després de proclamar a Manila capital de l'arxipèlag de les Filipines i dels dominis espanyols de l'Extrem Orient, López de Legazpi va traslladar allà la seva residència. Va romandre a Manila fins a la seva mort, el 20 d'agost de 1572. Miguel López de Legazpi va morir d'un atac d'apoplexia i en una situació econòmica precària, sense saber que el rei Felip II havia signat una Reial Cèdula per la qual el nomenava Governador vitalici i Capità General de les Filipines amb una paga de 2.000 ducats.

## La casa familiar a Zumarraga
La casa «Jauregi Haundi» on va néixer Miguel López de Legazpi es troba a la localitat guipuscoana de Zumarraga. El 1947 l'escriptor José de Arteche denunciava l'estat de ruïna que presentava l'edifici. El 1964 l'Ajuntament de Zumarraga la va restaurar per instal·lar-hi un museu, aprofitant els actes del quart centenari de l'expedició. En l'actualitat hi ha una escola de música. A Zumarraga hi ha un monument a Miguel López de Legazpi i es guarda un quadre seu a la casa consistorial. També hi ha monuments seus a Manila.